# HD127210
HD127210 — хімічно пекулярна зоря спектрального класу
F2 й має видиму зоряну величину в смузі V приблизно 10,2.

## Пекулярний хімічний склад
Зоряна атмосфера HD127210 має підвищений вміст 
Eu
.